# Cranioleuca henricae
A Cranioleuca henricae a madarak (Aves) osztályának verébalakúak (Passeriformes) rendjébe és a fazekasmadár-félék (Furnariidae) családjába tartozó faj.

## Rendszerezése
A fajt Sjoerd Maijer és Jon Fjeldså írták le 1997-ben.

## Előfordulása
Dél-Amerikában az Andokban, Bolívia területén honos. Természetes élőhelyei a szubtrópusi és trópusi száraz erdők és cserjések. Állandó nem vonuló faj.

## Megjelenése
Testhossza 15 centiméter.

## Életmódja
Ízeltlábúakkal táplálkozik.

## Természetvédelmi helyzete
Az elterjedési területe kicsi és még csökken is, egyedszáma szintén csökken. A Természetvédelmi Világszövetség Vörös listáján sebezhető fajként szerepel.